# Gāndhārī (langue)
Pour les articles homonymes, voir Gāndhārī.

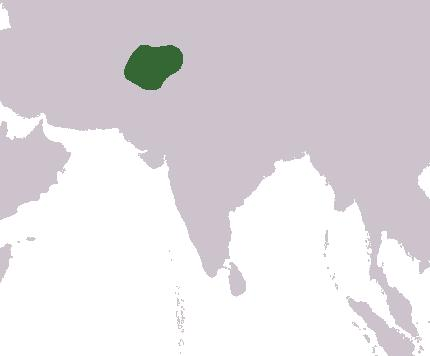
Représentation géographique du Gandhara.

La gāndhārī (en devanāgarī : गांधारी) est un prâkrit aujourd'hui éteint qui était parlé au Gandhara, une région qui couvre le nord-ouest de l'actuel Pakistan et l'est de l'Afghanistan.
Comme tous les prakrits, il provient du sanskrit védique ou d'une langue proche. La gāndhārī était écrite à l'aide de l'alphabet kharosthi. On pense que cette langue comprenait des éléments des langues autochtones (pré-indo-européennes) ainsi que du dardique et de l'iranien de l'est, qui font tous deux partie des langues indo-aryennes.